# Christine Darden
Christine Darden, nata Christine Mann (Monroe, 10 settembre 1942), è una matematica, ingegnere e analista dati statunitense che ha dedicato gran parte dei suoi 40 anni di carriera alla NASA alla ricerca sul regime supersonico e sul boom sonico.
Dopo essersi laureata in matematica e aver insegnato alla Virginia State University, iniziò a lavorare alla NASA presso il Langley Research Center nel 1967. Nel 1983 conseguì il dottorato in ingegneria alla George Washington University pubblicando molti articoli scientifici nel campo dell'ingegneria aeronautica. È stata la prima donna afro-americana a essere promossa al Senior Executive Service del Langley Research Center, il riconoscimento più alto nel servizio civile federale degli Stati Uniti.

## Primi anni di vita e carriera
La madre di Christine, Desma Cheney era un'insegnante, mentre il padre, Noah Horace Mann Sr., un agente assicurativo. Entrambi i genitori incoraggiarono Christine, sin da una tenera età, a perseguire un'educazione di qualità. Iniziarono dai tre anni, la madre portò la figlia alle proprie lezioni e a quattro anni Christine incominciò a frequentare l'asilo. Durante la scuola primaria Christine iniziò a mostrare interesse nello scoprire il funzionamento di oggetti meccanici, come ad esempio la sua bicicletta, smontandoli per poi ricostruirli. Darden finì gli ultimi due anni della scuola primaria alla Allen High School, un collegio di Asheville, in North Carolina.
Si diplomò con il titolo accademico di Valedictorian nel 1958 e ricevette una borsa di studio per frequentare la Hampton University, una delle università storicamente afroamericane, conosciuta al tempo come Hampton Institute. Durante gli studi all'Hampton Institute, Christine partecipò ad una delle prime proteste del Movimento per i diritti civili degli afroamericani e a molti sit-in assieme ad altri suoi compagni studenti. Mann ottenne una laurea di primo livello in matematica nel 1962 e una certificazione per poter insegnare matematica a livello di scuola superiore, di cui si occupò per un breve periodo.
Nel 1963 sposò Walter L. Darden Jr., un insegnante di scienze delle scuole medie. Nel 1965 divenne ricercatrice alla Virginia State College, studiando la fisica dell'aerosol. Nel 1967 ottenne una laurea specialistica al Virginia State College, dove iniziò a insegnare matematica.
Nello stesso anno fu anche assunta dalla NASA come analista dati al Langley Research Center. Darden incominciò la sua carriera alla NASA nella squadra dei "computer umani", svolgendo calcoli a mano. In seguito, iniziò ad automatizzare i calcoli scrivendo programmi per i computer.
Dopo aver incominciato a interessarsi alla ricerca aeronautica, nel 1973 venne promossa nel 1973 come ingegnere aerospaziale dall'allora suo capo John V. Becker. Le sue prime scoperte negli Anni '60 e '70 hanno condotto a una rivoluzione nel design aerodinamico volto alla minimizzazione degli effetti del bang sonico. Nel 1983 conseguì un dottorato in ingegneria alla George Washington University.
Nel 1989 venne nominata capo del Sonic Boom Team (SBT), un gruppo subordinato all'High Speed Research Program. Alla guida dell'SBT Darden lavorò su aspetti legati al design aerodinamico, con l'obbiettivo di diminuire gli effetti indesiderati del boom sonico, come ad esempio l'inquinamento acustico e il buco dell'ozono. Sotto la sua guida l'SBT testò un nuovo design per l'ala e la prua di aerei supersonici. Durante lo stesso periodo scrisse un programma per la simulazione di boom sonici.
Il programma fu cancellato dal governo nel febbraio del 1998, senza comunicato stampa. In un riassunto pubblicato nel 1998 Darden descrive il programma come focalizzato su "tecnologie necessarie per lo sviluppo di un sistema di trasporto civile ad alta velocità che non impatti negativamente sull'ambiente e sia attuabile da un punto di vista economico". Darden scrisse più di 50 articoli scientifici sul design aeronautico in generale, specializzandosi poi sul flusso soffocato, design di ipersostentatori, previsione e minimizzazione dei boom sonici.

## I "computer umani" della NASA
Durante la Seconda guerra mondiale molti statunitensi erano all'estero a combattere, per cui molte più opportunità di lavoro si resero disponibili alle donne, sia bianche che afro-americane. Nel 1935, le prime matematiche afro-americane vennero assunte dalla NASA (allora conosciuta come NACA) come computer umani. Queste persone svolgevano calcoli per supportare la ricerca inizialmente sul volo aereo e più tardi sui razzi. Questo gruppo divenne poi noto come "West Area Computers", con riferimento all'ubicazione segregata del loro ufficio. Siccome lo stato della Virginia, dove il Langley Research Center era situato, era soggetto a segregazione razziale, le Leggi Jim Crow venivano rispettate all'interno della struttura. Questo tuttavia cambiò dopo il 1964, quando il Civil Rights Act bandì la segregazione razziale..
Il gruppo, a cui venne inizialmente assegnato il compito di processare una grande quantità di dati sui test di volo, guadagnò negli Anni '40 la reputazione di "computer umani", essenziali per le operazioni della NASA. Durante gli Anni '50 e '60 molte di queste donne ebbero accesso a opportunità di avanzare la loro carriera come tecniche e ingegneri.
Christine Darden iniziò a lavorare nel team nel 1967, dopo aver completato la laurea specialistica in matematica e insegnato alla Virginia State University. A quel tempo, i computer erano sempre più in uso per calcoli complessi. Darden lasciò la squadra di computer umani nel 1989 per coprire un ruolo da ingegnere, iniziando a lavorare sui metodi per diminuire il boom sonico durante voli supersonici. Sponsorizzata dalla NASA, conseguì il dottorato nel 1983 e divenne nota come "uno degli esperti più eminenti della NASA in ambito di voli supersonici e boom sonici." Fu promossa come dirigente e in seguito diventò la prima donna afro-americana al Langley a entrare nel Senior Executive Service.
Darden è andata in pensione nel marzo del 2007, lasciando la sua posizione come direttrice presso l'ufficio per la comunicazione strategica ed educazione della NASA.

## Onorificenze e riconoscimenti
Christine Darden ricevette il Dr. A. T. Weathers Technical Achievement Award dalla National Technical Association nel 1985 e il Candace Award dalla National Coalition of 100 Black Women nel 1987. Ha inoltre ricevuto tre Certificati per Performance Straordinaria dal Langley Research Center: nel 1989, 1991 e 1992.
Il 28 gennaio 2018, Christine Darden ha ricevuto il Presidential Citizenship Award dalla Hampton University come riconoscimento per il suo contributo e servizio.

## Cultura di massa
Christine è una delle scienziate della NASA ad aver tracciato le traiettorie per il Programma Mercury e la missione Apollo 11 raccontate da Margot Lee Shetterly nel suo libro Hidden Figures: The Story of the African-American Women Who Helped Win the Space Race. Libro dal quale è stato tratto il film del 2016 Il diritto di contare, diretto da Theodore Melfi, film che ha ricevuto tre candidature ai Premio Oscar, tra cui Oscar al miglior film e due ai Golden Globe.
Christine Darden ha rappresentato se stessa nell'episodio Moon shot (andato in onda il 23 aprile 2019) del documentario 1969 scritto e diretto da Jeanmarie Condon e uscito nel 2019 in occasione del cinquantesimo anniversario dello sbarco sulla luna di Neil Armstrong.